# 栾志莉
栾志莉（1973年1月6日—），中国女子铁饼运动员。她在1997年世锦赛中得第九名，并赢得1998年亚运会并取得63.43米的个人最好成绩。目前中国乃至亚洲的纪录是由萧艳玲保持的71.68米。

## 成绩
| 年        | 賽事       | 舉辦城市  | 名次      | 記錄      |
| 代表 中国 | 代表 中国  | 代表 中国 | 代表 中国 | 代表 中国 |
| --------- | ---------- | --------- | --------- | --------- |
| 1997      | 东亚运动会 | 韩国釜山  | 第2名     | 61.94 m   |

## 外部連結
- 栾志莉在的頁面